# Ruptaschen
Ruptaschen bezeichnete in der bessarabischen Ständeordnung zur Zeit der Zugehörigkeit zu Russland im 19. Jahrhundert die Kinder von Geistlichen oder Diakonen sowie deren Nachkommen, die in den weltlichen Stand übergegangen waren. Die Ruptaschen waren dem Stand der Masiler gleichgestellt und befanden sich in der Ständeordnung unter den Bojarünaschen.
Die Ruptaschen hatten zahlreiche Privilegien, waren aber nicht gänzlich von Abgaben befreit. Sie hatten Fourierdienste zu leisten und zahlten familienweise eine Abgabe. Leibesstrafen konnten nur auf richterlichen Ausspruch an ihnen vollzogen werden.